# Adler (motoryzacja)

Adler 4 1/2HP Vis-à-vis 1901 jako uczestnik rajdu London to Brighton veteran run 2010.

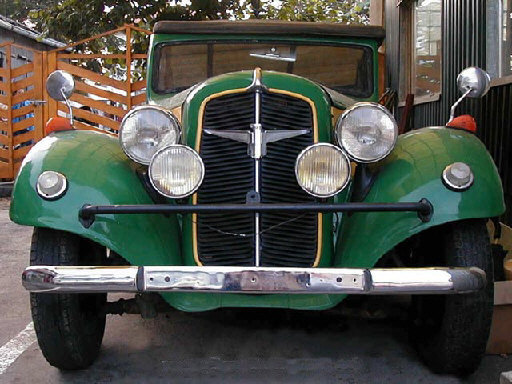
Adler Junior Typ 1E

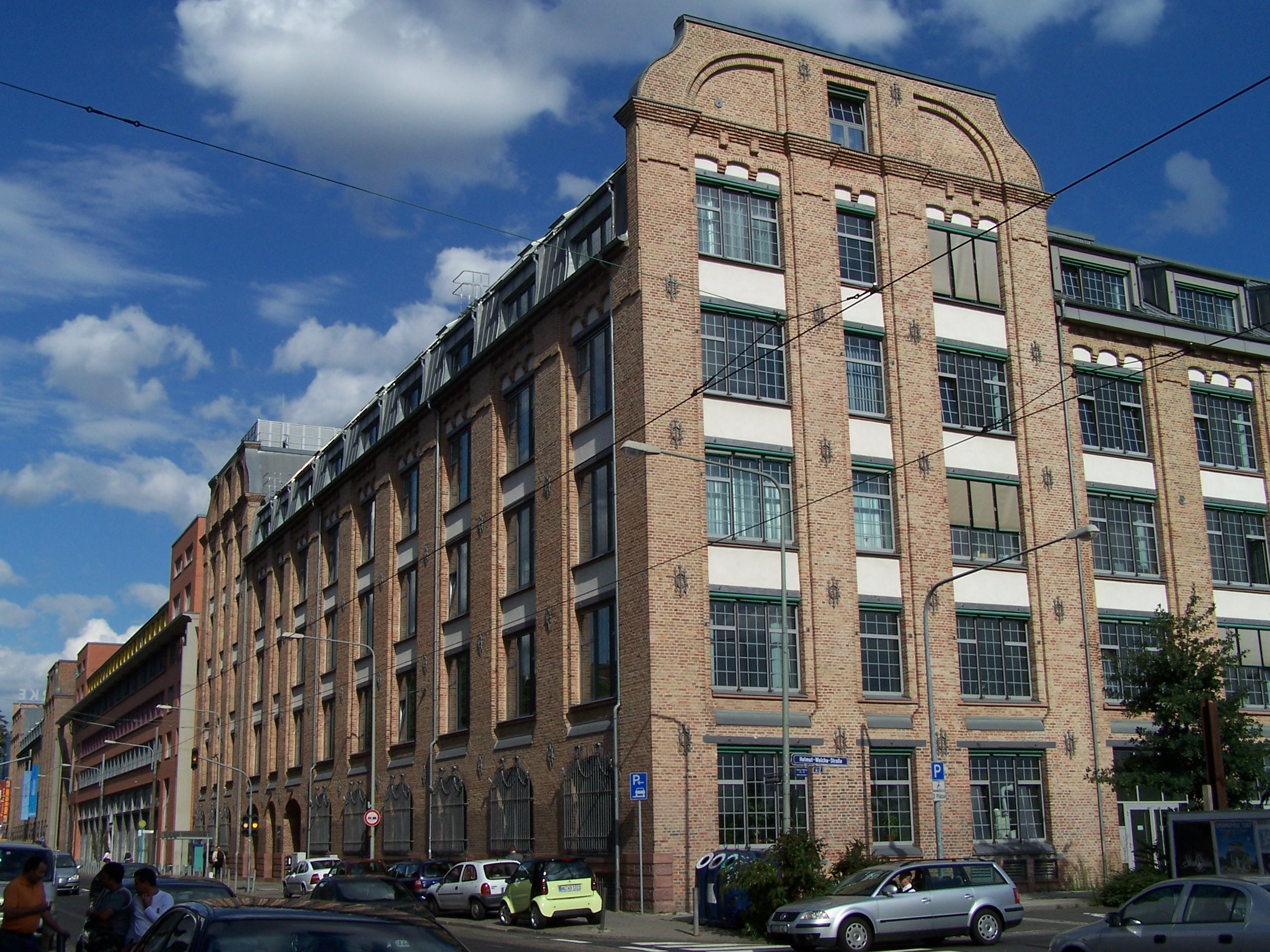
Kompleks biurowy Adlerwerke przy Kleyerstraße we Frankfurcie, 2007

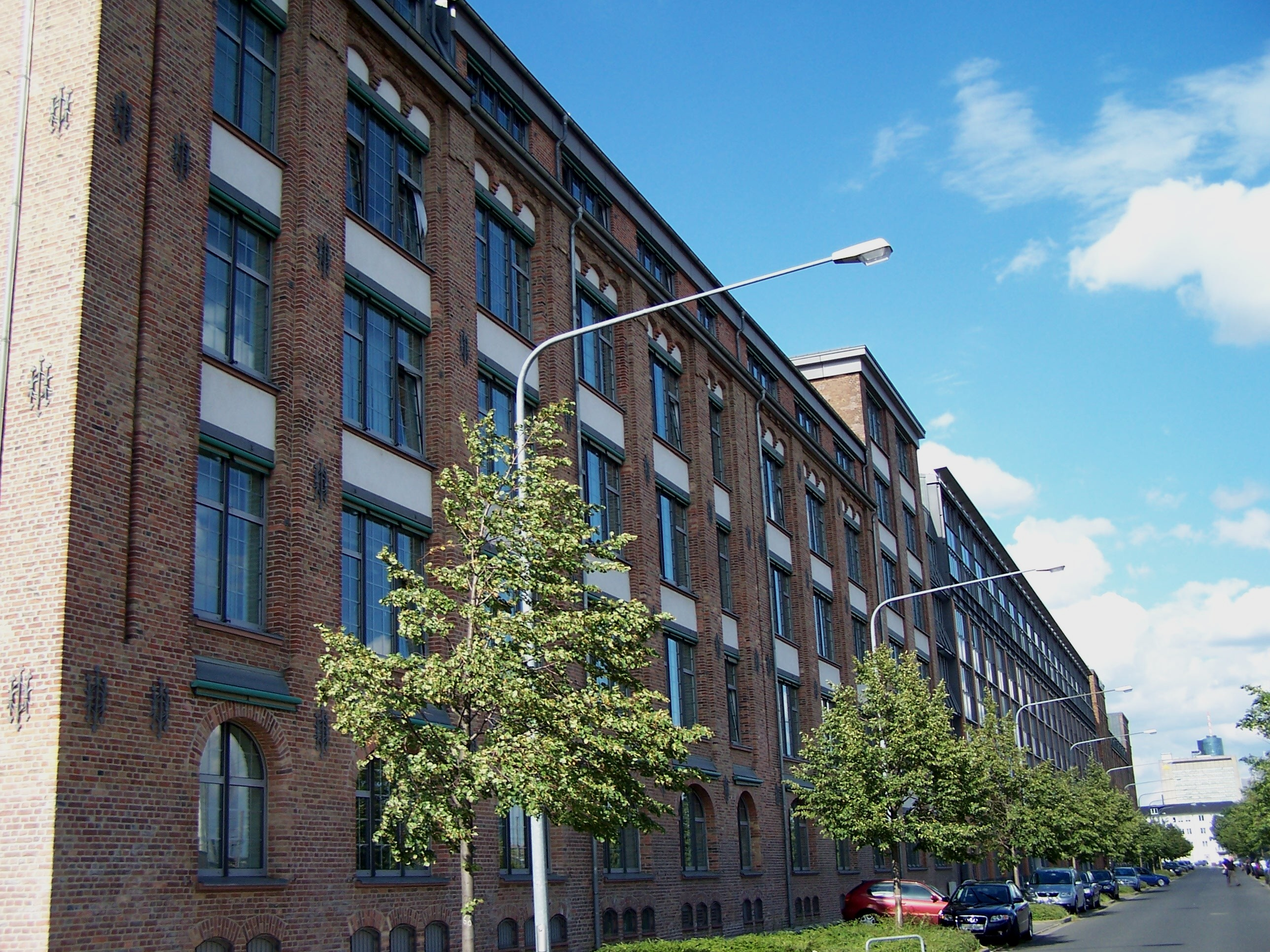
Kompleks biurowy Adlerwerke od strony Weilburger Straße, 2007

Adlerwerke (wcześniej H. Kleyer AG) – obok Mercedesa, Opla i Horcha należały do największych producentów samochodów w Niemczech.

## Historia
Zakłady utworzone zostały w 1880 we Frankfurcie nad Menem przez Heinricha Ludwiga Kleyera jako Heinrich Kleyer GmbH. Produkowano w nich rowery i maszyny do pisania, a w 1900 roku zbudowano pierwszy samochód. Pojazd osobowy z nadwoziem typu vis-à-vis miał jednocylindrowy silnik o mocy 2,6 kW (3,5 KM) francuskiego przedsiębiorstwa De Dion Bouton, napędzający koła tylne za pośrednictwem wału napędowego. Silniki francuskie stosowano do 1903 r., a od 1904 r. silniki dwu- i czterocylindrowe własnej konstrukcji (inż. Edmunda Rumplera).
W 1906 r. wytwórnia zmieniła nazwę i rozpoczęła budowę pierwszych, popularnych, małych samochodów Adler Kleinwagen 4/8 PS, napędzanych widlastymi, dwucylindrowymi silnikami o mocy 5,9 kW (8 KM). Rok później także budowano samochody osobowe z silnikiem 36,8 kW (50 KM), wśród nich samochód specjalny dla cesarza Wilhelma II.
Wykorzystując podwozia pojazdów osobowych, w 1908 r. rozpoczęto budowę samochodów dostawczych.
Samochody Adler wytwarzano również w Austrii, gdzie w 1912 roku powstała montownia Österreichische Adler-Werke, natomiast w Anglii przedsiębiorstwo Morgan budowało nadwozia do importowanych z Niemiec podwozi Adlera.
W latach dwudziestych wytwarzano różne modele samochodów osobowych z silnikami rzędowymi cztero- i sześciocylindrowymi, a pod koniec tego okresu nawet z silnikami ośmiocylindrowymi rzędowymi – były to modele 15/80 Standard 8 produkowane 1928-1934 r.
Zakłady Adlera należały, wraz z DKW i Stoewer, do pionierów w budowie samochodów osobowych z przednim napędem. W 1932 r. rozpoczęto bowiem produkcję modelu Adler Trumpf, który skonstruował z takim napędem inż. Hans Gustav Röhr. Odmiana Junior tego pojazdu produkowanego w latach 1934–1941 zdobyła największą popularność wśród samochodów marki Adler.
Sukcesem konstrukcyjnym było opracowanie samochodu Adler 2,5 Liter (typ 10) z nadwoziem o linii aerodynamicznej. Pojazd ten produkowano w latach 1937–1940. Adler 2,5 L w odmianie sport z silnikiem 6-cyl. o mocy 58,8 kW (80 KM) otrzymał nazwę Autobahn-Adler, gdyż został przystosowany do jazdy na autostradach z prędkością maksymalną 150 km/h.
W latach 30. XX wieku zakłady Adlerwerke przyczyniły się do stworzenia dwóch wojskowych pojazdów transportowych o oznaczeniu Kfz.13 (Maschinengewehrkraftwagen) oraz Kfz 14 (Funkkraftwagen).
Pojazdy te budowano z wykorzystaniem podzespołów samochodu osobowego Adler Standard 6. Transportery tego typu używane były głównie do szkolenia w jednostkach kawalerii, jednak mimo że w latach 1939–1940 były już sprzętem przestarzałym, brały udział w kampanii w Polsce i we Francji. Podczas walk samochody Kfz.13 znajdowały się w sekcjach samochodów pancernych przydzielanych do dywizji piechoty. Ogółem wyprodukowano 174 takich pojazdów.
Kfz 14 był to nieuzbrojony samochód radiowy, wyposażony w radiostację średniej mocy i antenę poręczową. Wersja ta była identyczna jak Kfz.13, zmieniła się tylko liczba członków załogi, która wzrosła do 3 (kierowca, dowódca, radiotelegrafista). Wyprodukowano 40 takich pojazdów.
Adlerwerke zaprzestały produkcji samochodów w 1940 r., wykonując pojedyncze sztuki jeszcze w 1941. Łącznie wyprodukowano 212 624 sztuk aut osobowych marki Adler. Fabryka aż do 1957 produkowała motocykle, skutery i rowery. W 1975 wykupiona została przez grupę Volkswagena.

## Zestawienie modeli samochodów osobowych
| Typ                 | Lata produkcji | Liczba cylindrów | Pojemność | Moc silnika             | Prędkość maksymalna |
| ------------------- | -------------- | ---------------- | --------- | ----------------------- | ------------------- |
| Vis-à-Vis           | 1900-1903      | 1                | 400 cm³   | 3,5 KM (2,6 kW)         | 30 km/h             |
| 4,5 KM              | 1900-1903      | 1                | 510 cm³   | 4,5 KM (3,3 kW)         | 35 km/h             |
| 8 KM                | 1901-1903      | 1                | 865 cm³   | 8 KM (5,9 kW)           | 40 km/h             |
| 24/28 KM            | 1904-1905      | 4 Rzędowy        | 4016 cm³  | 28 KM (20,6 kW)         | 65 km/h             |
| 8/12 (8/14) KM      | 1904-1906      | 2 Rzędowy        | 2008 cm³  | 12-14 KM (8,8-10,3 kW)  | 50 km/h             |
| 4/8 KM              | 1906-1907      | 2 V              | 1032 cm³  | 8 KM (5,9 kW)           | 55 km/h             |
| 5/9 KM              | 1907-1909      | 2 Rzędowy        | 1134 cm³  | 9 KM (6,6 kW)           | 60 km/h             |
| 8/15 KM             | 1907-1910      | 4 Rzędowy        | 2011 cm³  | 15 KM (11 kW)           | 55 km/h             |
| 11/18 KM            | 1907-1910      | 4 Rzędowy        | 2799 cm³  | 18 KM (13,2 kW)         | 55 km/h             |
| 23/50 KM            | 1909-1912      | 4 Rzędowy.       | 5800 cm³  | 58 KM (42,6 kW)         |                     |
| 19/45 KM            | 1909-1912      | 4 Rzędowy        | 4840 cm³  | 48 KM (35 kW)           |                     |
| 13/30 KM            | 1909-1912      | 4 Rzędowy        | 3180 cm³  | 35 KM (25,7 kW)         |                     |
| 10/28 KM            | 1909-1912      | 4 Rzędowy        | 2612 cm³  | 30 KM (22 kW)           |                     |
| K 7/15 KM           | 1910-1913      | 4 Rzędowy.       | 1768 cm³  | 15 KM (11 kW)           | 60 km/h             |
| 30/70 KM            | 1911-1914      | 4 Rzędowy        | 7853 cm³  | 70 KM (51 kW)           | 115 km/h            |
| 35/80 KM            | 1911-1914      | 4 Rzędowy        | 9081 cm³  | 85 KM (62,5 kW)         |                     |
| K 5/13 KM           | 1911-1920      | 4 Rzędowy        | 1292 cm³  | 13-14 KM (9,6-10,3 kW)  | 55 km/h             |
| 20/50 KM            | 1912-1914      | 4 Rzędowy.       | 5229 cm³  | 55 KM (40 kW)           | 105 km/h            |
| 15/40 KM            | 1913-1914      | 4 Rzędowy        | 3866 cm³  | 45 KM (33 kW)           | 90 km/h             |
| 9/24 KM             | 1913-1914      | 4 Rzędowy        | 2313 cm³  | 24 KM (17,6 kW)         | 70 km/h             |
| 25/55 KM            | 1913-1914      | 4 Rzędowy        | 6457 cm³  | 60 KM (44 kW)           |                     |
| KL 6/16 KM          | 1913-1920      | 4 Rzędowy        | 1551 cm³  | 16 KM (11,8 kW)         | 60 km/h             |
| 12/30 KM            | 1914           | 4 Rzędowy        | 3115 cm³  | 35 KM (25,7 kW)         |                     |
| 9/24 (9/30) KM      | 1921-1924      | 4 Rzędowy        | 2298 cm³  | 24-30 KM (17,6-22 kW)   | 65-75 km/h          |
| 12/34 (12/40) KM    | 1921-1924      | 4 Rzędowy.       | 3115 cm³  | 34-40 KM (25-29 kW)     | 85 km/h             |
| 18/60 KM            | 1921-1924      | 4 Rzędowy        | 4712 cm³  | 60 KM (44 kW)           | 100 km/h            |
| 6/22 KM             | 1922-1923      | 4 Rzędowy        | 1550 cm³  | 22 KM (16 kW)           | 75 km/h             |
| 10/50 KM            | 1925-1927      | 6 Rzędowy.       | 2580 cm³  | 50 KM (37 kW)           | 90 km/h             |
| 18/80 KM            | 1925-1927      | 6 Rzędowy        | 4704 cm³  | 80 KM (59 kW)           | 100 km/h            |
| 6/25 KM             | 1925-1928      | 4 Rzędowy        | 1550 cm³  | 25 KM (18 kW)           | 80 km/h             |
| Standard 6          | 1927-1928      | 6 Rzędowy        | 2540 cm³  | 45 KM (33 kW)           | 85-90 km/h          |
| Standard 8          | 1928-1933      | 8 Rzędowy        | 3887 cm³  | 70-80 KM (51-59 kW)     | 100-105 km/h        |
| Standard 6 A/S      | 1928-1934      | 6 Rzędowy        | 2916 cm³  | 50 KM (37 kW)           | 85-90 km/h          |
| Favorit             | 1929-1933      | 4 Rzędowy        | 1943 cm³  | 35 KM (25,7 kW)         | 80 km/h             |
| Primus 1,5 A        | 1932-1934      | 4 Rzędowy        | 1504 cm³  | 32-33 KM (23,5-24,2 kW) | 90 km/h             |
| Trumpf 1,5 AV       | 1932-1934      | 4 Rzędowy        | 1504 cm³  | 32-33 KM (23,5-24,2 kW) | 95 km/h             |
| Favorit 2U          | 1933-1934      | 4 Rzędowy        | 1943 cm³  | 40 KM (29 kW)           | 90 km/h             |
| Standard 6 3U       | 1933-1934      | 6 Rzędowy        | 2916 cm³  | 60 KM (44 kW)           | 100 km/h            |
| Achtzylinder        | 1933-1934      | 8 Rzędowy        | 3887 cm³  | 80 KM (59 kW)           | 105 km/h            |
| Trumpf Sport        | 1933-1935      | 4 Rzędowy.       | 1645 cm³  | 47 KM (34,5 kW)         | 115 km/h            |
| Primus 1,7 A        | 1933-1936      | 4 Rzędowy        | 1645 cm³  | 38 KM (28 kW)           | 95 km/h             |
| Trumpf 1,7 AV       | 1933-1936      | 4 Rzędowy        | 1645 cm³  | 38 KM (28 kW)           | 100 km/h            |
| Diplomat            | 1934-1938      | 6 Rzędowy        | 2916 cm³  | 60-65 KM (44-48 kW)     | 100-105 km/h        |
| Trumpf Junior 1G/E  | 1934-1941      | 4 Rzędowy        | 995 cm³   | 25 KM (18,4 kW)         | 90 km/h             |
| Trumpf Junior Sport | 1935-1937      | 4 Rzędowy        | 995 cm³   | 28 KM (20,6 kW)         | 110 km/h            |
| Trumpf 1,7 EV       | 1936-1938      | 4 Rzędowy        | 1645 cm³  | 38 KM (28 kW)           | 102 km/h            |
| Primus 1,7 E        | 1937-1938      | 4 Rzędowy        | 1645 cm³  | 38 KM (28 kW)           | 100 km/h            |
| 2,5 Liter           | 1937-1940      | 6 Rzędowy        | 2494 cm³  | 58 KM (42,6 kW)         | 125 km/h            |
| 2,5 Liter Sport     | 1938-1939      | 6 Rzędowy        | 2494 cm³  | 80 KM (59 kW)           | 150 km/h            |
| 2 Liter             | 1938-1940      | 4 Rzędowy        | 1910 cm³  | 45 KM (33 kW)           | 110 km/h            |

## Galeria

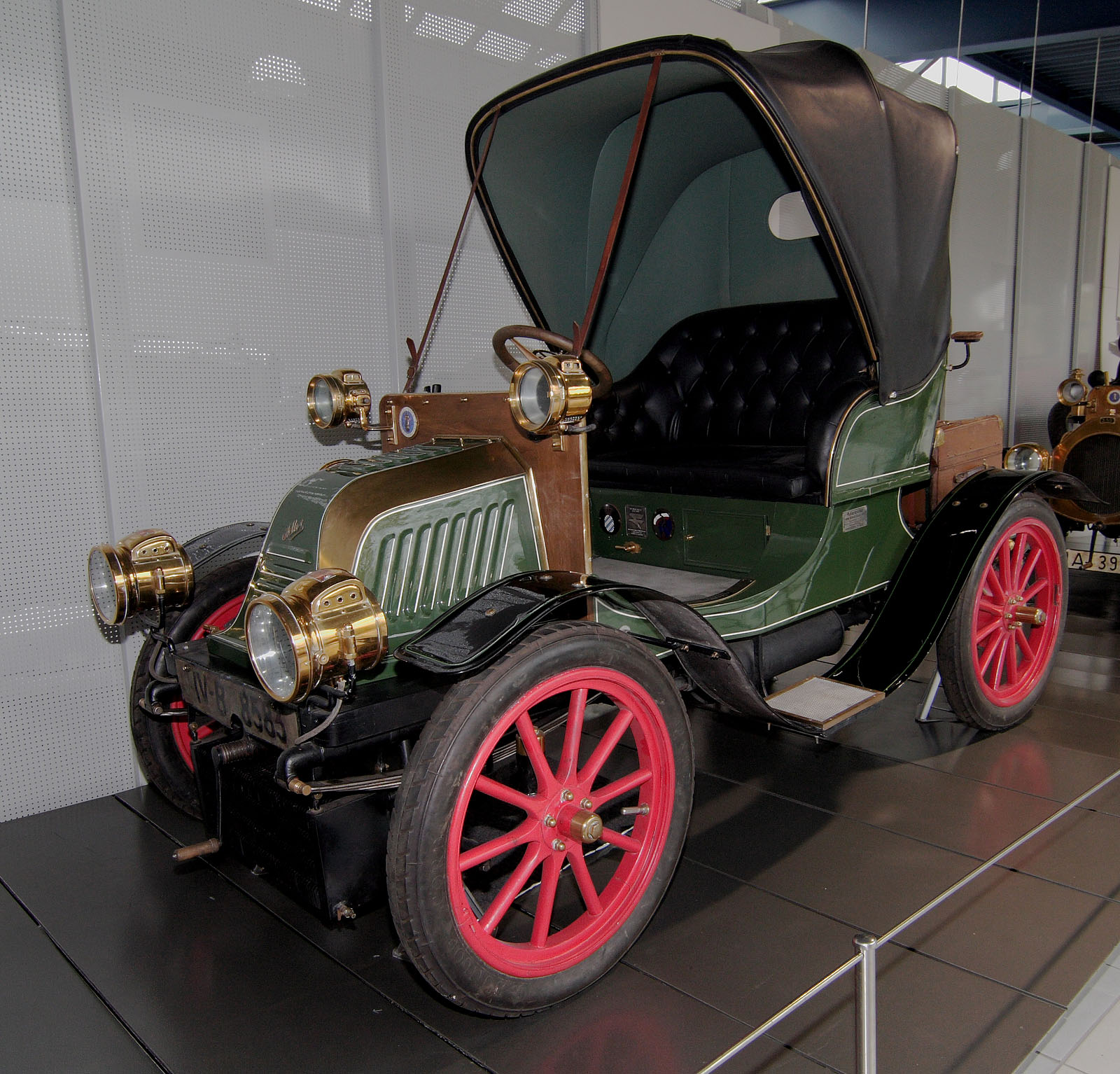
Adler 1903
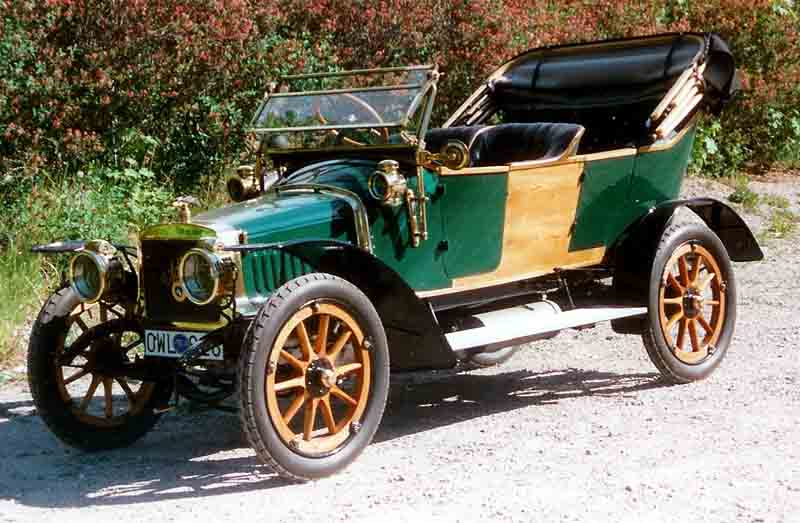
Adler Doppelphaeton 1910
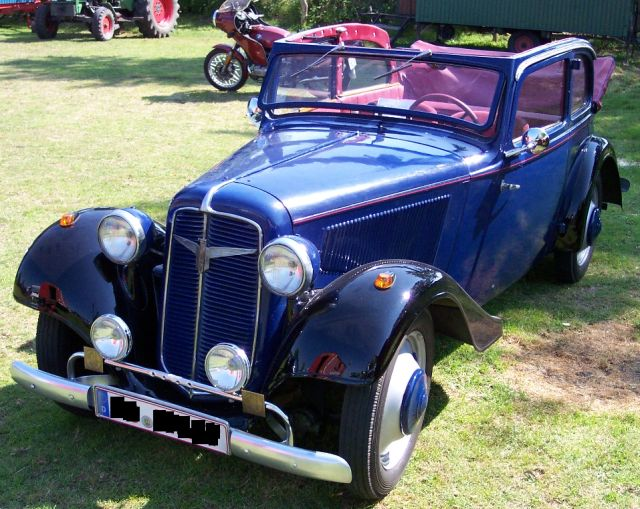
Adler Trumpf Junior
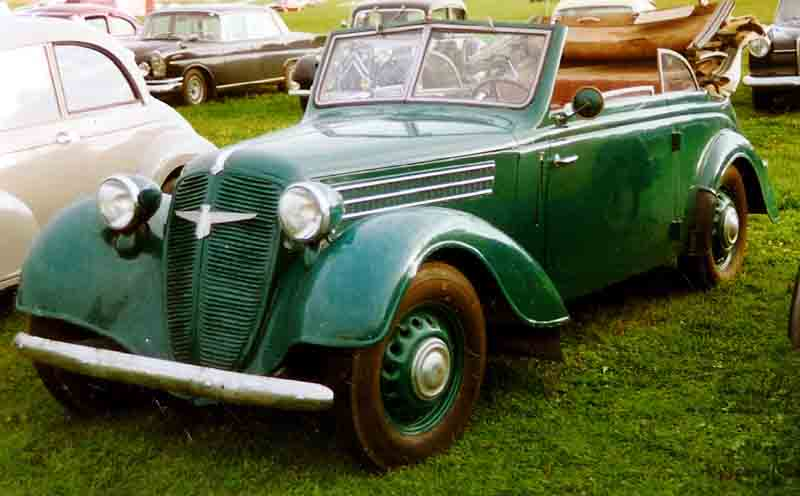
Adler 2 Litry 1939
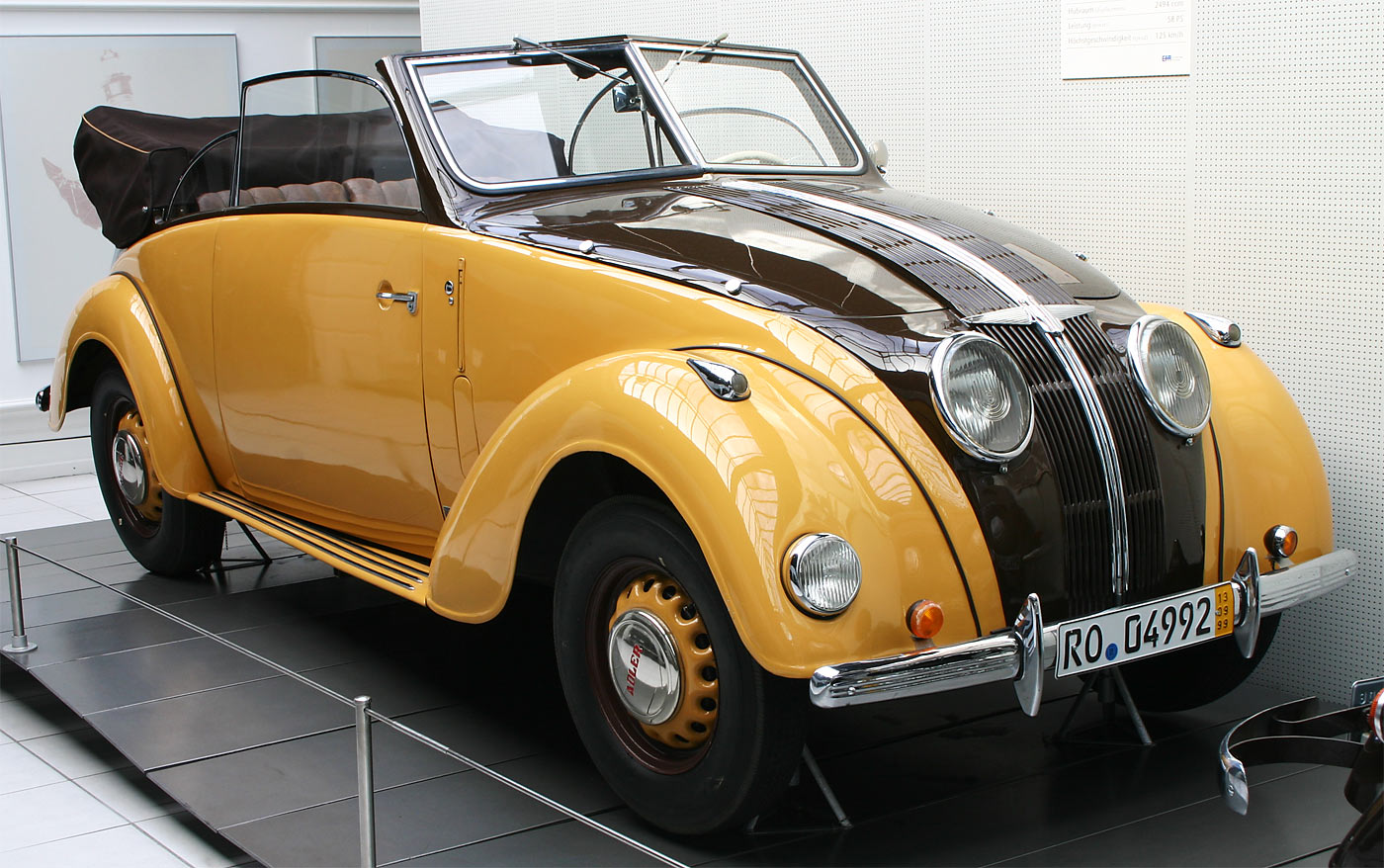
Adler 2,5 Litra Kabriolet 1937–1939
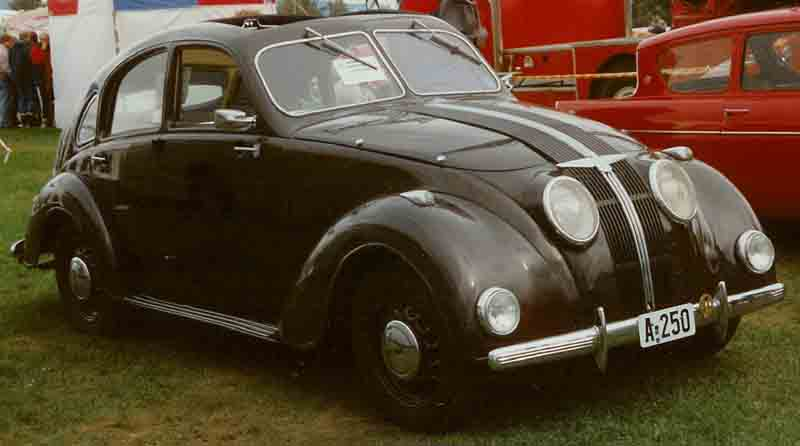
Adler 2,5 Litra Limuzyna
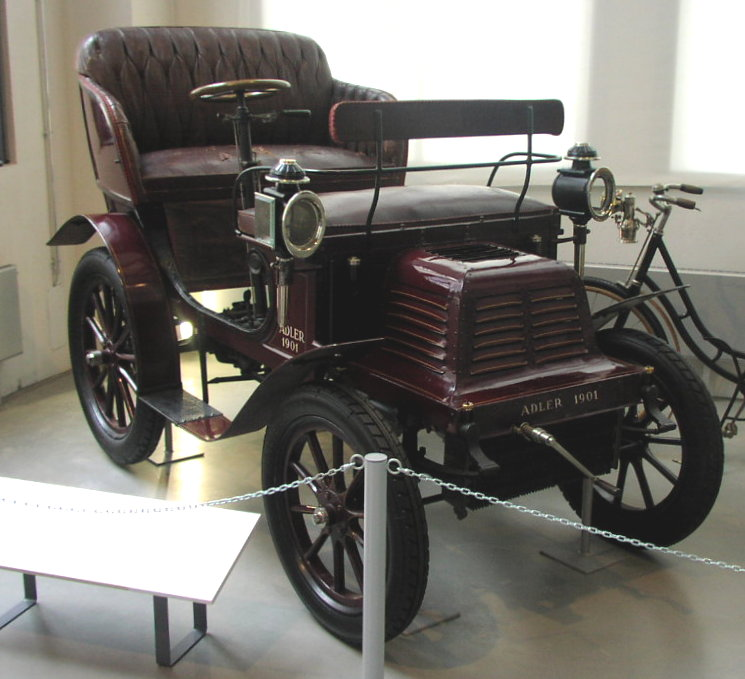
Adler Vis-à vis 1901
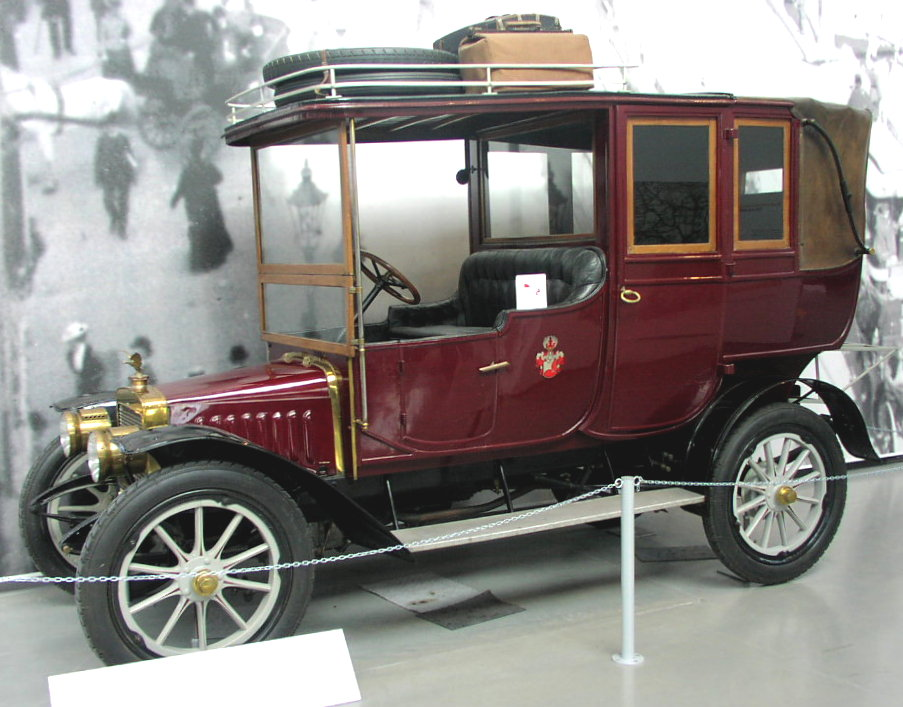
MHV Adler Landaulet 1911
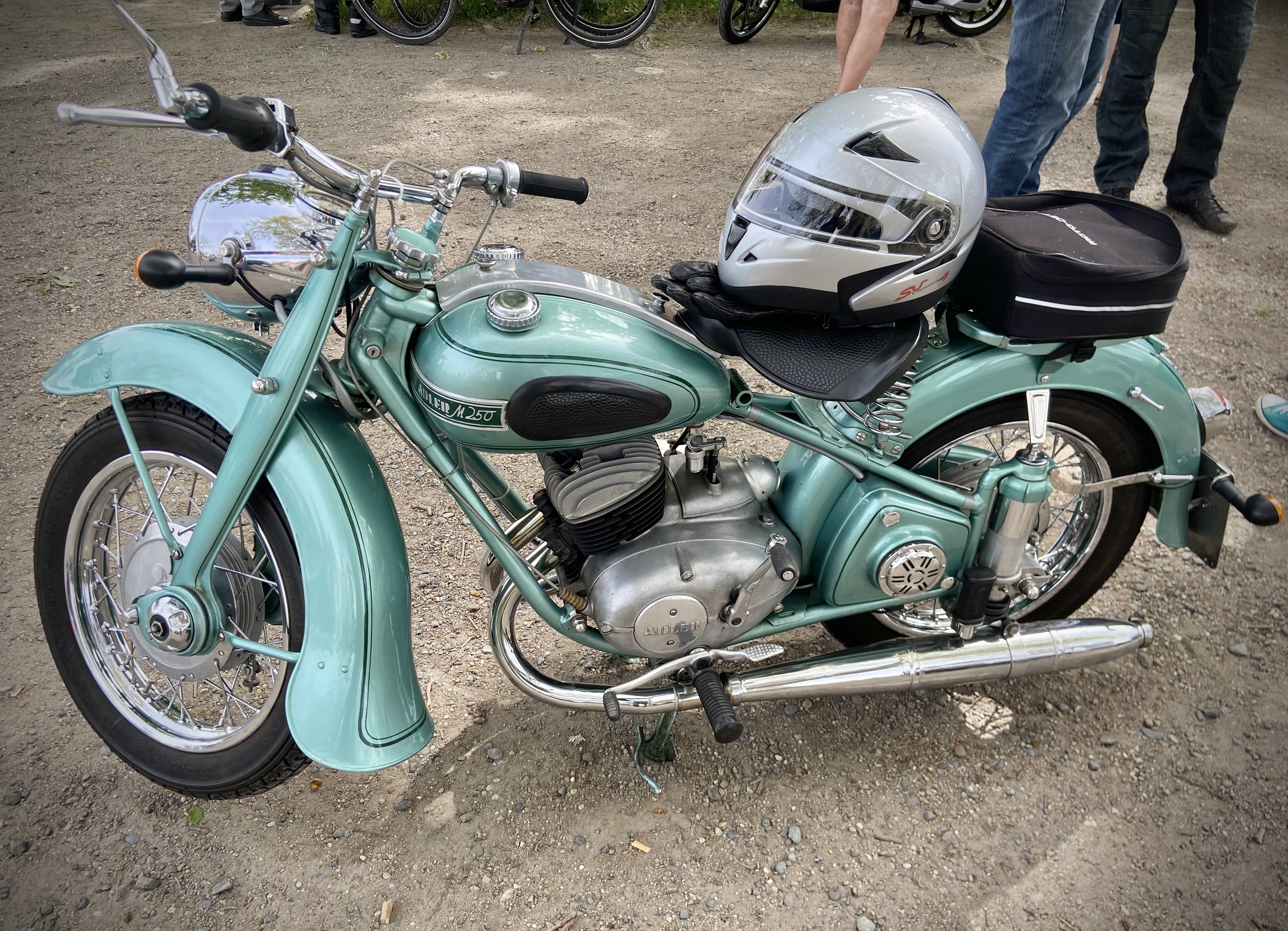
Adler M250 (rok budowy 1953) w Kornsand - 2024

## Kompleks biurowy Adlerwerke
Obecnie istniejące zabytkowe budynki byłych Zakładów Adlera przy Kleyerstraße we Frankfurcie, po wyremontowaniu i dobudowaniu w latach 90. XX wieku kilku nowych budynków, tworzą kompleks biurowy „Adlerwerke”. Budynki te wynajmowane są obecnie głównie przez spółki koncernu Deutsche Bahn. Swoje główne siedziby mają tu m.in. DB Systel, DB Fahrzeuginstandhaltung, DB Gastronomie, jak również kolejowy związek zawodowy Transnet.